# Annelies la Fleur

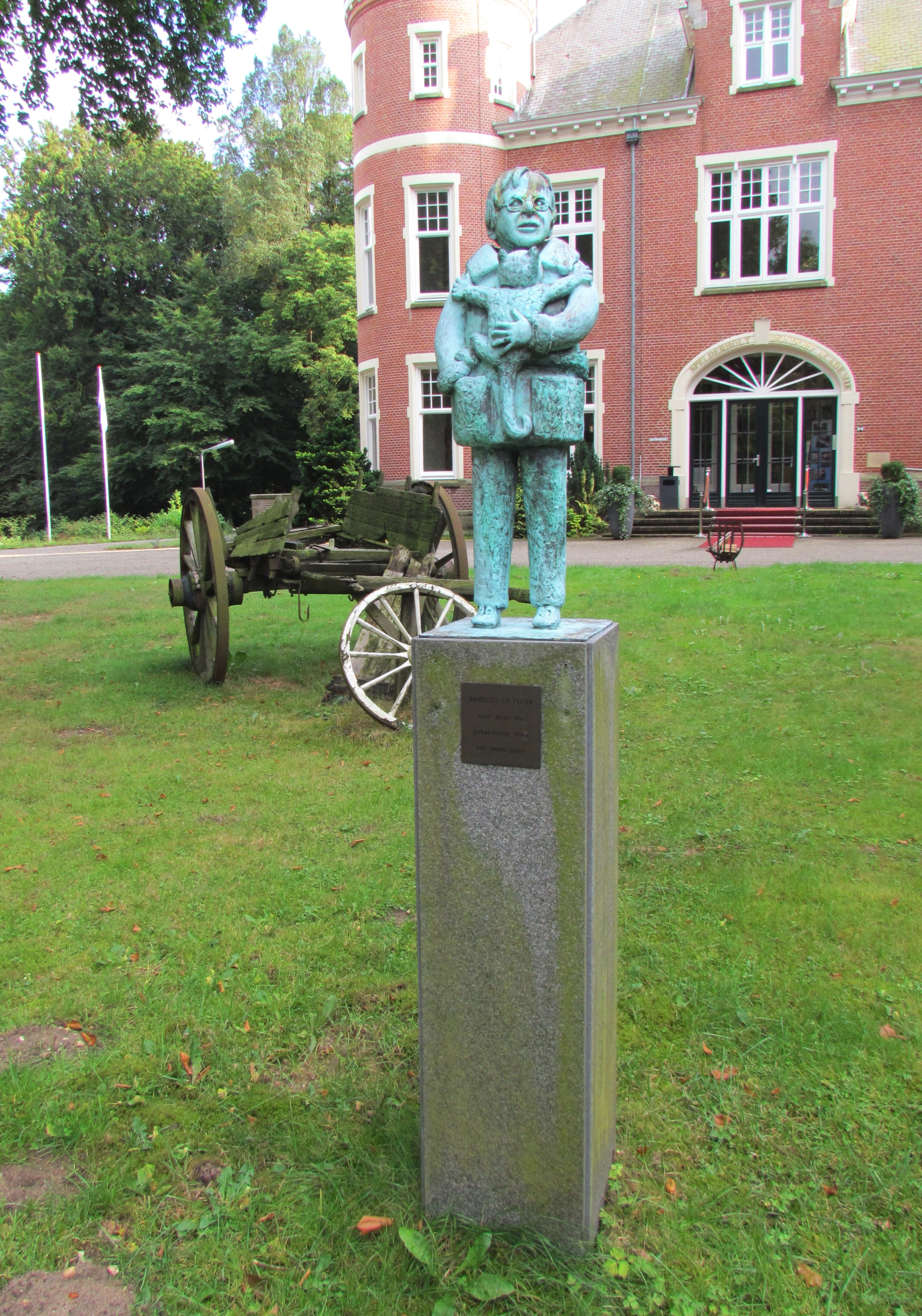
Het beeld in 2013

Annelies la Fleur is een standbeeld op het Landgoed Spelderholt in de Gelderse plaats Beekbergen. Het beeld is onthuld op 21 september 2001 door Pieter van Vollenhoven. Annelies la Fleur bevindt zich voor het landhuis Spelderholt 9. Daarin was toen het beeld geplaatst werd de Stichting Annelies La Fleur gehuisvest, die educatieve activiteiten van de Dondorp Academie ondersteunde. Tegenwoordig is in het gebouw de opvolger van die stichting gevestigd, Stichting Parc Spelderholt.
Aan het voetstuk van het koperen beeld is een plaquette bevestigd. Daarop staat het volgende:

ANNELIES LA FLEUR 
 voor allen die 
 gehandicapt door 
 het leven gaan